# Ingenius
Ingenius was volgens de legende, zoals beschreven door Geoffrey of Monmouth, koning van Brittannië van 306 v.Chr. - 299 v.Chr. Hij was de vierde zoon van koning Morvidus en de broer van Gorbonianus, Archgallo, Elidurus, en Peredurus.
Toen Elidurus terugkeerde als koning van de Britten, zocht Ingenius de samenwerking met zijn broer Peredurus, en zij vielen gezamenlijk hun oudere broer aan. Zij namen hem gevangen, en sloten hem op in een bewaakte toren in Trinovantum. Daarna verdeelden zij het rijk, waarbij Ingenius over Cornwall zou heersen, en Alba onder de hoede van Peredurus zou vallen. Ingenius stierf zeven jaar later, waarna het Britse rijk in zijn geheel door Peredurus werd geregeerd.